# District de Ngô Quyền
Ngô Quyền est un district urbain (quận) de Haïphong dans le delta du fleuve Rouge au Viêt Nam. 

## Géographie
La superficie du district est de 11 km2. 